# Подемна сила
Подемната сила се създава, когато флуид обтича повърхността на дадено тяло. Подемната сила е перпендикулярна на напорния поток обтичащ аеродинамичната форма, за разлика от съпротивлението, което е успоредно на потока. Ако флуидът е въздух, подемната сила е аеродинамична; ако флуидът е течност, подемната сила е хидродинамична.
Подемната сила най-често се свързва със самолетното крило, но се създава при въртенето на въздушни винтове, като обезпечава тягата на летателния апарат; хвърчила; хеликоптери; управляващи повърхности, платна и килове на платноходи; водни крила или компенсатори; кораби на подводни крила; скоростни моторни лодки; автомобилни спойлери; вятърни турбини и други тела. При обтичане дори тяло като човешката длан поставена под определен ъгъл създава подемна сила. Използваните т. нар. аеродинамични профили са с обтекаема аеродинамична форма, предназначена да произведе значително повече подемна сила, отколкото съпротивление.

## Обяснения на подемната сила
Подемната сила най-често е разглеждана като противодействаща на гравитационното притегляне, но посоката ѝ зависи от тази на обтичащия поток.  При набиране на височина, снижаване или вираж, подемната сила е под наклон спрямо равнината. При въздушна акробатика и висш пилотаж със самолети, както и при автомобилите, подемна сила може да е отрицателна. При автомобилите обтекаемата форма е такава, че да създава подемна сила увеличаваща гравитационното притегляне т.е. трябва да увеличава сцеплението със земната повърхност и устойчивостта на автомобила. При платноходите създаваната сила е водоравна, т.е. на нея, както при въздушния винт се разчита да движи съда в управляваната посока.
Подемната сила е най-широко ползвана в практиката – например в авиацията – но не подлежи на лесно и еднозначно обяснение. Традиционните обяснения за подемната сила днес са научно дискредитирани, а между поддръжниците на различни обяснения цари ожесточен спор. По-скорошните обяснения почиват пряко върху Законите на Нютон и разглеждат аеродинамичния профил като своеобразна помпа. По-ранните почиват по-скоро върху принципа на Бернули, съответно промените в наляганията около аеродинамичния профил. И двата вида обясняват подемната сила, като наблягат върху различни негови аспекти.

### Отклоняване на обтичащия поток, изявяващо се като подем
Предпочитаното днес обяснение на подема е, че аеродинамичният профил упражнява усилие спрямо обтичащия го поток и променя посоката му, а потокът на свой ред упражнява еднакво усилие спрямо профила, в противоположна посока. Така самолетното крило упражнява низходящо усилие спрямо въздуха, а въздухът упражнява възходящо усилие спрямо крилото.
Обяснението почива на Втория и Трети закони на Нютън, като Вторият е изразен по следния начин: „Чистата сила, въздействаща върху тяло е равна на степента на изменение във времето на неговия импулс“. (Всъщност, това е първоначалното изразяване на Закона, дадено му от самия Нютън и често цитирано до днес – „Mutationem motus proportionalem esse vi motrici impressae, et fieri secundum lineam rectam qua vis illa imprimitur“; възприетото на български конвенционално изразяване е „сила, действаща на системата отвън, води до ускоряване на системата“.) Третият закон е изразен конвенционално: „Всяко действие има равно по големина и противоположно по посока противодействие“.
Друго обяснение за отклоняването е, че аеродинамичният профил придава изкривена траектория на въздушния поток, като това отклоняване (изкривяване) произвежда подема.

#### Разлики в наляганията, изявяващи се като подем
Подемът може да се обясни и посредством флуидното налягане. Налягането е сила върху единица площ. При упражняване на сила възниква разлика в налягането, та отклоняването на потока и промяната в посоката му сочат за присъствието на сила и съответно на разлика в наляганията. Тук средното налягане над горната повърхност на аеродинамичния профил е по-ниско от това под долната му повърхност.

#### Обтичане на двете страни на аеродинамичния профил, изявяващо се като подем
От илюстрацията личи, че аеродинамичният профил „обръща“ въздуха и от двете си страни, от което следва, че и двете страни на профила участват в произвеждането на подем. При дозвукова скорост горната повърхност „обръща“ повече въздух от долната, а градиентът на налягане върху нея е значително по-голям, отколкото под долната. Просто обяснение обуславя подема като резултат от удрянето на въздушни молекули о долната повърхност, но това пренебрегва горната. Ала при хиперзвукова скорост обяснението не води до грешки.

#### Ограничения на обясненията с „обръщане“ на въздуха
Хипотезата правилно гласи, че отклоняването на потока упражнява усилие спрямо крилото, но не обяснява защо потокът се отклонява. Докато може да се твърди, че потокът просто следва кривата на профила, това е недостатъчно строго и точно.
Хипотезата е и недостатъчно подробна, за да разреши точни изчисления за практически цели. Флуидните напрежения, включително налягането, изискват свързване с флуидното движение, евентуално изразено по математически път. Затова учените обясняват подема по по-сложни начини.

### Обстойно физическо обяснение
Обстойното разглеждане на всички известни принципи, които влияят на подема, изисква задълбочени познания.Подемът се произвежда по фундаментални принципи на физиката. Най-общо в него участват три принципа:
- Законите на Нютън и особено Вторият, който се отнася към силата, упражнена върху частица въздух и темпът на промяна на инерцията на същата частица;
- Принципът за запазването на масата, включително приемането, че повърхността на аеродинамичния профил е непромокаема за обтичащия го поток;
- Уравнения относно усилията върху флуидите (с компоненти налягане и срез) в потока.[31]

Последният принцип гласи, че налягането зависи от останалите свойства на потока като например масовата му гъстота и (термодинамичното) му състояние, докато срезовите усилия са свързани с проникване през гъстотата на въздуха. Прилагането на срезовите усилия към Втория закон на Нютън ни дава уравненията на Навие-Стокс. В ред случаи и оценки, които пренебрегват крупни дялове от визкозността на потока, дават нелоши описания на свойствата на аеродинамичните профили. Подобен идеален поток може да се опише посредством Ойлерови уравнения, като описанието съвпада с резултата от уравненията Навие-Стокс при пренебрегване на вискозността.
Прилагането на Ойлерови уравнения към идеални потоци добива Принципа на Бернули. Конкретното добито изражение на Бернулевото уравнение зависи от изходните данни. При ниски дозвукови скорости може да се пренебрегнат сгъстителните (компресибилни) ефекти, което би добило добър модел на несгъстен поток. При несгъстен идеален поток Бернулевото уравнение е интеграция на Втория закон на Нютън, която описва еволюцията на инерцията според Ойлерови уравнения.